# Azer
Ne doit pas être confondu avec azéri.
L'azer ou ⴰⵣⴻⵕⵖⴰ est une langue africaine, considérée comme quasi-disparue dans les années 1980.

## Généralités
L'azer est décrit comme un dialecte issu du soninké, auquel s'est mêlé du berbère, en gardant la trace forte du hassanya
Langue des Aswanik à l'époque de l'empire du Ghana, elle était vraisemblablement parlée dans tout le Sahel, servant de lingua franca. Elle a décliné à partir du XVe siècle.
Les éléments relatifs à cette langue ont été collectés par Heinrich Barth au XIXe siècle, Diego Brosset en 1930-1931 et Théodore Monod en 1934, qui ont recueilli leurs informations à Tichitt et Ouadane — aujourd'hui en Mauritanie — mais sans pouvoir trouver d'informateur à Oualata et Néma, où la langue était pourtant encore parlée au début du XXe siècle.
Il semblerait que quelques personnes parlent encore la langue, mais sans la comprendre au Mali à Taoudeni.

## Morphologie
Les monosyllabes et polysyllabes sont très rares, et les dissyllabes semblent représenter la majeure partie du vocabulaire.
Nicolaï remarque une certaine ressemblance morphologique avec le songhaï, sans pour autant pouvoir trouver là une parenté génétique.